# Ronaldo (Sewey)
„Ronaldo (SEWEY)” – singel wydany w 2022 roku przez amerykańskiego YouTubera, streamera i rapera IShowSpeed. Piosenka opowiada o portugalskim piłkarzu Cristiano Ronaldo. W utworze raper wspomina również Neymara, Lionela Messiego, Kyliana Mbappé i Roberta Lewandowskiego. Teledysk towarzyszący singlowi został odtworzony ponad 28 milionów razy w serwisie YouTube.

## Twórcy
Zaadaptowano z serwisu Genius.
- IShowSpeed – tekst, wokal
- DJ Telly Tellz – produkcja
- Jacob Parrish – produkcja

## Pozycje na listach
| Lista (2022)               | Pozycja |
| -------------------------- | ------- |
| Arabia Saudyjska (Spotify) | 185     |